# Estratégio (governador)
Estratégio (em latim: Strategius) foi um obscuro oficial romano ativo na Anatólia. É mencionado numa inscrição em grego como governador da Pisídia com sede em Antioquia, muito embora seja incerto o período que esteve em ofício, sendo possível, segundo estimado pelos autores da Prosopografia do Império Romano Tardio, qualquer data entre os séculos IV e VI.